# 赤池裕美子
赤池 裕美子（あかいけ ゆみこ、11月2日 - ）は、日本の女性声優。ぷろだくしょんバオバブ所属。東京都出身。

## 人物
資格は教員免許、秘書検定2級、普通自動車免許、スキューバダイビング。
特技は映画・演劇鑑賞、動物の動画鑑賞、水泳。趣味はうさぎと遊ぶこと、読書、歌。

## 出演作品

### テレビアニメ
2005年
- エンジェル・ハート（街の人々、空港の人々）
- ガン×ソード（街の人、スタッフ達、村の人々）

2007年
- CLANNAD -クラナド-（女性客）
- 結界師（女生徒）

2008年
- イタズラなKiss（清水玲子、学食のおばさん、看護科教師）
- CLANNAD 〜AFTER STORY〜（主婦）
- ゴルゴ13（マリア、女性サーバー、アナウンス、ビロゼルチェフの妻）
- 西洋骨董洋菓子店〜アンティーク〜（本間〈小学生〉）
- テイルズ オブ ジ アビス（パメラ・タトリン）
- のらみみ（風船の女の子の母）
- ヤッターマン（女子高生、女性、おばあさん、母）
- 夜桜四重奏 〜ヨザクラカルテット〜（町人）

2009年
- シャングリ・ラ（露天のおばさん）
- 東京マグニチュード8.0（ハイパーレスキュー隊）
- Phantom 〜Requiem for the Phantom〜（ニュースキャスター）

2011年
- TIGER & BUNNY（バーナビーの母親）

### OVA
- ルパン三世 GREEN vs RED（2008年、美女B）
- 異世界の聖機師物語（2009年、学院長、ブール）

### 劇場アニメ
- 名探偵コナン 探偵たちの鎮魂歌（2006年、ミラクルランド・エキストラ）
- 超劇場版ケロロ軍曹3 ケロロ対ケロロ天空大決戦であります!（2008年、母）
- いばらの王 -King of Thorn-（2010年）

### Webアニメ
- めぐみ（2008年、看護婦[3]）

### ゲーム
- 内田康夫DSミステリー 名探偵・浅見光彦シリーズ「副都心連続殺人事件」（2009年、鷹尾琴美、中森文子）
- アサシン クリード II（2009年、少年、母親）
- 二ノ国 漆黒の魔導士（2010年、レイシル、子供、モンスター）

### ドラマCD
- イースI 〜失われし古代王国〜（ジェバ）

### 吹き替え

#### 映画
- アルビン/歌うシマリス3兄弟
- 幸せのレシピ
- 13日の金曜日
- ストレンジャー・コール（スカーレット）
- スパイダーウィックの謎
- セックス・クラブ
- ダークナイト ※ソフト版
- ダッドナップ パパ誘拐計画（アンドレ）
- ドクター・ドリトル4（リサ）
- ドクター・ドリトル ザ・ファイナル（リサ）
- ハンナ・モンタナ/ザ・ムービー（リコ）
- ふたつの恋と砂時計
- ホートン/ふしぎな世界のダレダーレ
- ラブ・インポッシブル 恋の統一戦線（ジョンヒ）
- 臨死
- レイチェルの結婚

#### ドラマ
- 犬とオオカミの時間（ソンヒ）
- キス・オブ・デス
- glee/グリー
- クリミナル・マインド FBI行動分析課
- コーヒープリンス1号店（ダヨン・イェラン）
- サマンサ Who?
- シークレット・アイドル ハンナ・モンタナ（リコ）
- CSI:マイアミ（フェリシア）
- スターの恋人（ジスク）
- スタジオDC:オールスター・ライブ（モイセス・アリアス）
- デスパレートな妻たち
- ナース・ジャッキー（女性救急隊員）
- 春のワルツ
- HEROES2（デーモン）
- プライミーバル（ヘレン）
- ユーリカ 〜事件です!カーター保安官〜（キム）
- 恋愛時代（ユリ）
- ロマンス（スミ）

#### テレビ番組
- エルモのクリスマス（マリア、ジーナ）※DVD版
- プロジェクト・ランウェイ3（キャサリン・ゲルデス）

#### アニメ
- おさるのジョージ
- キャンプ・ラズロ
- リトルプリンセス（メイド、大伯母）

### 映画
- ヤッターマン

### ナレーション
- 久保貞次郎美術館VP
- スカパー!アワード
- bayFM ラジオCM

### ラジオドラマ
- NHK-FM エイレーネーの瞳 シンドバッド23世の冒険（イブリース）

### ボイスオーバー
- アニマルプラネット
  - BCC どうぶつ図鑑アニマル調査隊が行く!
  - 天才どうぶつ大集合
  - 世界のビックリ動物大百科
- ドクターアリスが教える長寿の秘密

### 司会
- ファミリーコンサート オーケストラで聴くジブリ音楽

### 舞台
- スミセイおはなし広場オンステージ